# Haman (Bélabo)
Haman est un village situé dans la région de l'Est du Cameroun entre le village de Ouami (1,9 km à l'ouest) et le village de Deoule (6,7 km au sud). Le village d'Haman dépend du département de Lom-et-Djérem et de la commune de Bélabo.

## Population
Lors du recensement de 2005, on y dénombrait 14 personnes.